# 武田元繁

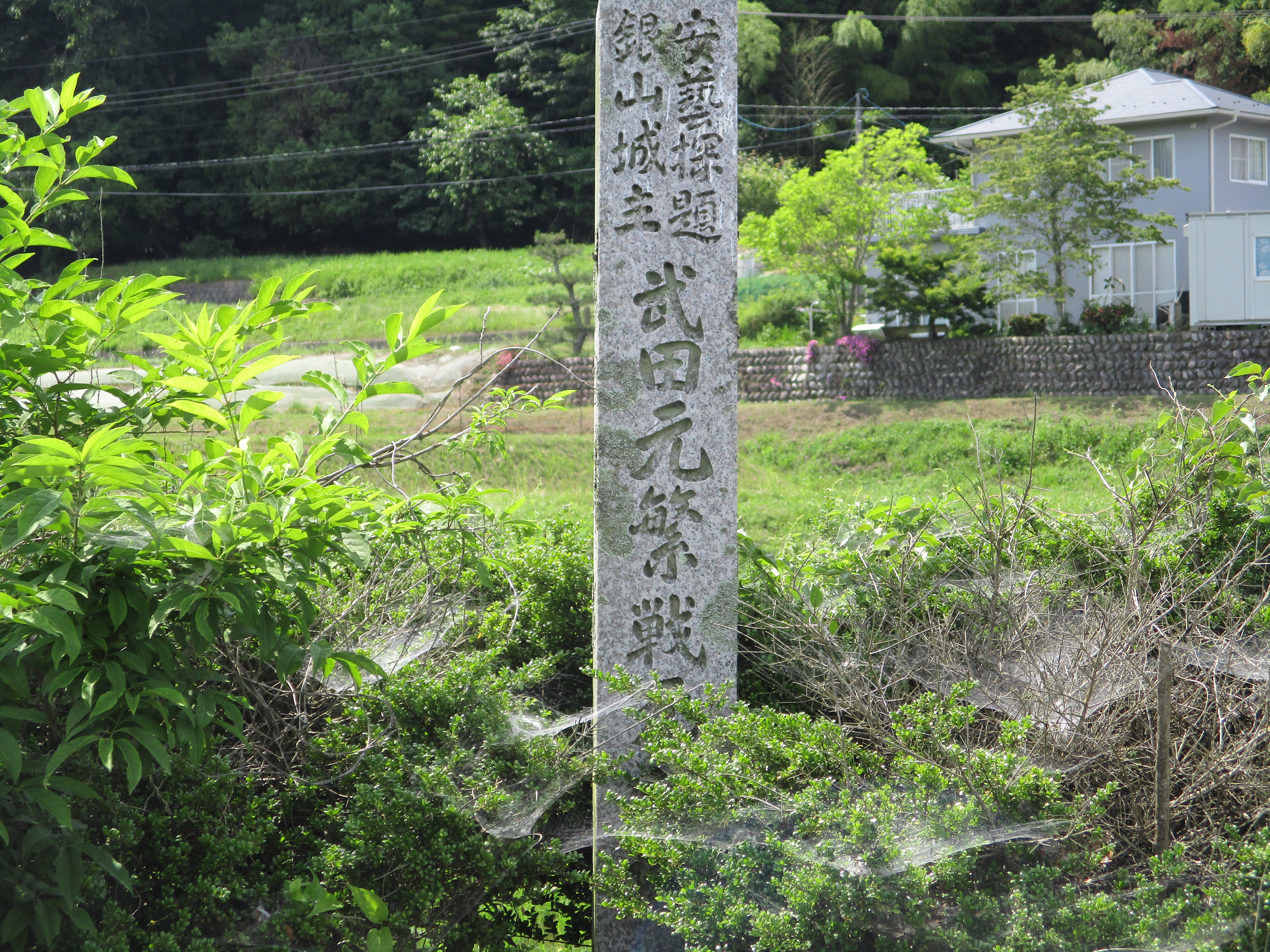
安芸探題銀山城主武田元繁戦死の地

武田 元繁（たけだ もとしげ）は、日本の戦国時代の武将。安芸武田氏当主。安芸国の分郡守護。智勇に優れた武将で、全盛期には中国の項羽とも並ぶ武勇の持ち主と恐れられたという。

## 生涯

### 家督相続まで
武田元綱の子として安芸の佐東銀山城で生まれる。安芸分郡守護は若狭武田氏が継承していたが、安芸武田氏は守護代的立場で、佐東郡・山県郡・安南郡（現在の安芸郡）を治めていた。
明応2年（1493年）、明応の政変が起き、管領細川政元が室町幕府10代将軍足利義材を追放し、新将軍として足利義澄を擁立した。京都を逐われた義材は、数年間の流浪の末に大内義興を頼って山口に下向した。この政変の混乱に乗じて大内氏が武田領へ侵攻を開始した。さらに、明応8年（1499年）には家臣であった温品氏（温科国親）が離反して武田家中は大混乱となる。毛利氏の支援等も受けた武田家臣の熊谷膳直の働きで国親の反乱は鎮圧されたものの、安芸武田氏は大内氏に服属を余儀なくされた。
永正2年（1505年）に父・元綱が病死した後、元繁が跡を継ぐ。

### 若狭武田氏や大内氏からの独立
永正5年（1508年）、大内義興は足利義材を奉じて上洛軍を起こし、元繁もこれに従い上洛した。一方、在京していた若狭武田氏当主武田元信は、足利義澄との密接な関係を維持した。これ以後、安芸武田氏は武門に特化し、若狭武田氏から完全に独立することとなった。上洛した義興は、足利義材改め足利義稙を将軍職に復帰させると、自身も管領代として京都に留まった。元繁もこれに従い駐留を続けていたが、大内氏当主と主力が不在の安芸国では、厳島神主家で後継者を巡って内訌が発生していた。
永正12年（1515年）、義興は鎮圧のため元繁を帰国させることとした。このとき義興は、「元繁が大内方から離反しないように」と、養女としていた権大納言飛鳥井雅俊の娘を元繁に嫁がせている。しかし、元繁は帰国後すぐに妻を離縁し、尼子経久の弟・久幸の娘を妻として出雲尼子氏の支援を背景に大内氏を離反。東西に分裂して対立していた厳島神主家の東方につく。そして、西方（周防国に近く大内方の勢力であった）であった佐西郡大野河内城を攻めたところ、城兵が逃亡したために元繁が取得した。安芸国内での勢力拡大を図る元繁は、さらに厳島神社を有する己斐城を力攻めで落城させ、さらに西の難攻不落で知られる水晶城も落城させ、止まることなく南に位置する桜尾城を陥落寸前にまで追い込む。この元繁の動きに対して義興は、毛利興元・吉川元経に己斐城救援を命じ、毛利・吉川軍は山県郡の有田城を攻略する。山県郡は武田方である山県氏の一族（壬生氏・有田氏・今田氏）の領地であり、有田城が落とされたことで元繁は桜尾城の包囲を解く。これにより、元繁は大内方の毛利・吉川勢と対立することになった。

### 最期
永正13年（1516年）に毛利興元が病死。幼少の幸松丸が毛利氏の跡を継ぐと、その動揺に乗じ大内方の毛利氏・吉川氏に占領されていた有田城を奪還するために行動を開始。翌年（1517年）、元繁は有田城攻略の軍を起こした。
10月21日、元繁は総勢5,000以上とされる大軍を率いて有田城を包囲。同時に、猛将の誉れ高い熊谷元直に兵1500程度を与えて救援に来る1000余の毛利・吉川軍の迎撃に当たらせた。しかし、幸松丸の後見役であった毛利元就の用兵により熊谷勢は壊滅、元直も討死した。まさかの敗戦の報に激昂した元繁は、翌22日に自ら主力軍およそ4000を率いて毛利・吉川連合軍を攻撃する。武田軍は圧倒的な兵力差をもって優勢に戦を進めるが、少数ながら粘り強く抗戦する毛利・吉川軍を撃ち破るべく、自ら騎乗して又打川を渡ろうとした。元繁を先頭に渡河する武田軍に対して毛利軍が一斉に矢を放ち（流れ矢であるとも言われている）、矢を受けた元繁は又打川で落馬して討ち取られた。元繁を討ったのは、毛利勢の井上光政と伝えられる（有田中井手の戦い）。
元繁の討死後、安芸武田家は光和が相続した。しかし、この戦いを期に安芸武田氏は徐々に衰退し、数代後に強大化した毛利氏によって滅亡に追いやられることになる。この戦いは毛利氏、毛利元就にとって中国地方の大勢力となる分水嶺の戦いと言われ、後日、西の桶狭間と呼称されるようになる。

## 関連作品
- 『毛利元就』（1997年、NHK大河ドラマ、演：宍戸開）